# Cry Baby Lane
Cry Baby Lane è un film televisivo di Nickelodeon presentato in anteprima il 28 ottobre 2000. Il film non è mai stato trasmesso al di fuori degli Stati Uniti né doppiato in altre lingue. Non è stato ritrasmesso fino al 2011. Nickelodeon ha iniziato a ricevere lettere scritte dai genitori arrabbiati dei bambini; l'azienda capì allora che questo film non era molto adatto ad un pubblico di bambini. Così, il film non venne più ritrasmesso, fino ad essere dimenticato dalle persone. Tuttavia, dal 31 ottobre 2011, grazie a TeenNick si è ripresa la trasmissione del film.

## Trama
Andrew e suo fratello maggiore Carl amano ascoltare le storie di fantasmi raccontate loro dal becchino locale, il signor Bennett. Una notte Bennett racconta la storia di un contadino locale la cui moglie diede alla luce due gemelli siamesi, uno di buon carattere mentre l'altro era malvagio. Il contadino, vergognandosi di loro, tenne i gemelli chiusi nella loro stanza. Alla fine i gemelli si ammalarono di una malattia al fegato e morirono insieme, così il contadino li segò a metà e seppellì il gemello buono in un cimitero e il gemello cattivo in una fossa poco profonda vicino alla casa, alla fine di una vecchia strada sterrata chiamata Cry. Il termine Baby Lane è stato scelto, poiché chiunque viene sorpreso in quella zona durante la notte riesce a sentire le grida del gemello defunto. Più tardi, Andrew, Carl e un gruppo di amici decidono di tenere una seduta spiritica nel cimitero dove si suppone sia sepolto il gemello buono, ma durante la seduta un'erbaccia viene tagliata vicino alla tomba e subito dopo si verifica un fenomeno inquietante in tutta la città. Quando Andrew consulta il signor Bennett, costui confessa che quando i gemelli furono separati, i corpi furono mescolati (quello buono era stato seppellito nel campo, mentre quello cattivo era stato sepolto nella tomba in cui si era tenuta la seduta spiritica). Secondo il signor Bennet, le erbacce vicino alle tombe delle persone contengono le anime dei corrispettivi defunti, che vengono poi liberate se l'erbaccia viene tagliata.
Tuttavia, durante il tempo in cui Andrew e Carl viaggiano nei pressi di Cry, il gemello malvagio interviene e possiede il fratello del protagonista (Carl) il quale poi cerca di attaccare suo fratello. Il ragazzino è molto preoccupato e vuole liberare suo fratello: fortunatamente si ricorda del discorso delle anime contenute nelle erbacce del signor Bennett, e Andrew si mette alla ricerca della tomba del gemello siemese malvagio. Il gemello cattivo, capita la situazione, cerca di controllare anche Andrew, ma il ragazzo sfugge al suo incantesimo Andrew alla fine sfugge al suo incantesimo. Andrew raggiunge la tomba del gemelo, vede la radice dell'erbaccia e la strappa, portrando alla morte definitiva del gemello cattivo. Così, il fratello Carl e le altre persone soggette al controllo mentale dell'antagonista, riacquistano conoscenza.
Il giorno successivo, Andrew si sveglia fuori dalla tomba dove trova la tomba del gemello buono con dei fiori, alludendo al fatto che il gemello ora è in pace. Andrew quindi raccoglie un fiore dalla tomba e lo dà a Kathy (ragazza che gli piace)mentre lasciano Cry Baby Lane.

## Cast e troupe
Cry Baby Lane è stato girato a Kingston, nel New Jersey, con alcune scene a Tontogany, Ohio. È stato prodotto da Albie Hecht e Jerry Kupfer. Il montatore era Doug Able e John Inwood era il direttore della fotografia. Il cast di supporto includeva:
- Jase Blankfort nel ruolo di Andrew
- Trey Rogers nel ruolo di Carl
- Larc Spies nel ruolo di Kenneth
- Frank Langella nel ruolo di Bennet
- Anne Lange nel ruolo di Ann Weber [1]
- Marc John Jefferies nel ruolo di Hall
- Allison Siko nel ruolo di Louise
- Jessica Brooks Grant nel ruolo di Megan
- Sheri Drach nel ruolo di Kathy
- Gary Perez nel ruolo di Gary
- Steve Mellor nel ruolo di Dick Weber
- Bernadette Quigley nel ruolo della signora Hunt
- Carl Burrows nel ruolo dello sceriffo malvagio
- Jim Gaffigan nel ruolo di Bob
- Rob Newton nel ruolo del Gemello Cattivo
- Andie K. Taylor nel ruolo di Becky

## Produzione
Il film era originariamente previsto come un'uscita nelle sale da 10 milioni di dollari per Nickelodeon, ma è stato invece ordinato che fosse un film per la televisione con un budget di 800.000 dollari. Il film è stato girato nel villaggio di Kingston nel New Jersey in poco più di venti giorni con un giorno extra di riprese in Ohio per le riprese della città. Il regista inizialmente voleva Tom Waits per il ruolo del custode, ma Nickelodeon ha insistito per Frank Langella nella speranza che avrebbe raccolto ulteriore pubblicità. 

## Disponibilità
Dopo la sua trasmissione iniziale nel 2000, il film non è stato ritrasmesso o distribuito ai media nazionali. Si pensava che Cry Baby Lane fosse un film perduto e ottenne un seguito di culto a causa della sua oscurità. È iniziata la ricerca del film perduto e, nell'agosto 2011, un utente Reddit ha recuperato una copia VHS registrata dalla trasmissione originale del film la notte del 28 ottobre 2000 e l'ha resa disponibile online. Il regista Peter Lauer è stato intervistato subito dopo e ha detto di essere sorpreso e lusingato dall'attenzione che il suo film aveva ricevuto 11 anni dopo la sua uscita originale, non essendo a conoscenza del suo presunto divieto da parte di Nickelodeon: "Ho semplicemente pensato che non lo avrebbero proiettato di nuovo perché a loro non è piaciuto! L'ho fatto, ho pensato che fosse un fallimento e sono andato avanti." Un rappresentante di Nickelodeon ha successivamente affermato che il film non è mai stato bandito; era semplicemente dimenticato.
La reazione di Reddit, così come il successo di Are All That degli anni '90, hanno spinto TeenNick a mandare in onda Cry Baby Lane la notte del 31 ottobre 2011. È stato ripetuto di nuovo il 31 marzo 2015, nell'ambito di una settimana. di speciali sugli anni '90 sono tutto questo. È stato promosso come bandito dalla televisione. Il 31 ottobre 2015 è stato replicato nel blocco, ora chiamato Splat. È andato in onda anche nello stesso blocco il 31 ottobre 2016. È andato in onda di nuovo l'8 luglio 2017 e il 20 ottobre 2017.